# 马克 (伊夫林省)
马克（法語：Marcq，法語發音：[maʁk]）是法国伊夫林省的一个市镇，属于朗布依埃区。

## 地理
马克（48°51'34"N, 1°49'8"E）面积4.72 平方千米，位于法国法蘭西島大區伊夫林省，该省份为法国北部内陆省份，北起瓦兹河谷省，西接厄尔省，西南接厄尔-卢瓦省，东南接埃松省，东临上塞纳省。
与马克接壤的市镇（或旧市镇、城区）包括：昂德吕、索马尔谢、欧特伊、欧图耶、贝讷、蒙坦维尔、图瓦里。

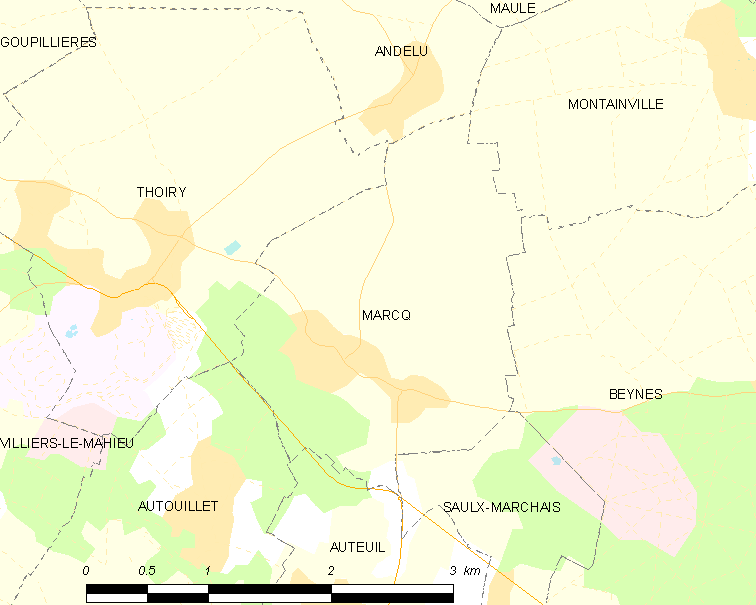
的OSM定位图

马克的时区为UTC+01:00、UTC+02:00（夏令时）。

## 行政
马克的邮政编码为78770，INSEE市镇编码为78364。

## 政治
马克所属的省级选区为欧贝让维尔县。

## 人口

1962-2008年间人口变化图示

马克于2022年1月1日时的人口数量为790人。